# Anguille du Japon
Anguilla japonica
Espèce
Statut de conservation UICN

 EN A2bcd : En danger
L'anguille du Japon (日本鰻, Anguilla japonica) vit dans les fleuves, entre la Chine, la Corée, le nord des Philippines et le Japon. La femelle mesure un mètre et le mâle 50 centimètres.
Elles sont très appréciées dans la gastronomie mais sont aussi utilisées dans la médecine traditionnelle chinoise.
Au Japon, elles sont souvent consommées grillées, badigeonnées d'une sauce composée d'un mélange de sauce de soja, de saké, de mirin et de sucre.
En 2012 au Japon, 56 000 tonnes d'anguilles sont consommées par an, parmi lesquelles seules 200 tonnes sont des prises naturelles, contre 3 400 tonnes en 1961. Les prises en mer de civelles utilisées pour l'élevage sont passées de 230 tonnes par an en 1963 à moins de 10 depuis 2010 ; la majeure partie de la production provient de Chine et Taïwan. Comme sa cousine européenne, la population de l'anguille du Japon est en fort déclin.
En février 2013, le ministère de l'Environnement a inscrit l'anguille japonaise sur la liste des espèces menacées (classe IB) ; en 2014, elle est classée dans la section EN (en danger), un classement réitéré dans la Liste rouge de l'UICN de 2023,.

## Recherche scientifique
Dans une étude publiée en 2024, des chercheurs japonais ont démontré comment ces anguilles pouvaient s'échapper du tube digestif et des branchies de leurs prédateurs après avoir été avalées. Ils ont utilisé pour cela de la vidéographie à rayons X et des produits de contraste pour suivre leur fuite à travers le corps des predateurs,.